# Mario Zuccaro
Pour les articles homonymes, voir Zuccaro.
Mario Zuccaro (né vers la fin du XVIe siècle à Naples et mort en 1634) est un  médecin italien.

## Biographie
Mario Zuccaro professa l'art de guérir dans les écoles de sa ville natale avec un grand concours d'auditeurs, et fut récompensé de ses services par le titre de comte palatin. Il mourut en 1634, et fut inhumé dans l'église de l'hospice royal des« incurables », auquel il légua tous ses biens.
Son tombeau, surmonté de son buste en marbre, est décoré d'une inscription. Quoique médecin, il ne croyait pas à l'efficacité de son art. Dans sa pratique, il se bornait à seconder la nature, à laquelle « on doit, disait-il, rapporter la guérison et non pas au médecin, qui trop souvent ne fait que la contrarier ». Ce raisonnement pouvait peut-être convenir à une époque où les connaissances anatomico-physiologiques étaient limitées, et où les médicaments les plus compliqués et les plus absurdes formaient la base du traitement des maladies.

## Publications
- De ver a ac methodica nutriendi r alloue Neapoli usurpata pro curandis morbis, Naples, in-4° ;
- De morbis puerrum tractatus, ibid., 1604, in-4° ;
- Methodus occurrendi venenatis corporibus, compendiosa tractatio, ibid., 1611, in-4°. Cette édition est la seconde.
- De morbis partis animalis, ibid., 1623, in-4° ;
- De morbis complicatis, ibid., in-4° ;
- Hippocratis epidemialium observationum pars prima, Venise, 1621, in-4.

## Source
- « Mario Zuccaro », dans Louis-Gabriel Michaud, Biographie universelle ancienne et moderne : histoire par ordre alphabétique de la vie publique et privée de tous les hommes avec la collaboration de plus de 300 savants et littérateurs français ou étrangers, 2e édition, 1843-1865 [détail de l’édition]